# Дессен, Сара
Са́ра Де́ссен (англ. Sarah Dessen; 6 июня 1970, Эванстон, Иллинойс, США) — американская писательница.

## Биография
Сара Дессен родилась 6 июня 1970 года в Эванстоне (штат Иллинойс, США), позже она переехала в Виргинию, а в настоящее время вместе со своей семьёй проживает в Северной Каролине.
Дебютная книга Сары, «Это лето», вышла в 1996, а к 2013 году в её библиографии значатся 12 книг, некоторые из которых были экранизированы.
С 10 июня 2000 года Сара замужем за неким Джейем. У супругов есть дочь — Саша Клементин (род. 02.09.2007).